# Trenque Lauquen
Trenque Lauquen è una città argentina della provincia di Buenos Aires e capoluogo del partido omonimo.

## Geografia
Trenque Lauquen è situata nell'ovest della provincia bonaerense, nella regione Pampa umida. Sorge a 445 km a sud-ovest dalla capitale Buenos Aires.

## Etimologia
Il nome della città significa laguna rotonda in lingua araucano.

## Storia
La cittadina fu fondata il 12 aprile 1876 durante l'avanzata verso ovest da parte delle truppe del generale Conrado Villegas nel corso della cosiddetta conquista del deserto. Il partido di Trenque Lauquen fu istituito il 28 luglio 1886.

## Cultura

### Istruzione

#### Musei
- Museo Storico Regionale
- Museo Civico Almafuerte
- Museo d'Arte Murale Rodolfo Campodonico
- Museo degli Asili

## Società

### Popolazione
La popolazione è costituita soprattutto da immigrati italiani (di origine piemontese, lombarda, friulana e veneta), baschi, francesi e una minoranza di indios. Durante le campagne del deserto, i popoli autoctoni vennero conquistati ed emarginati.

## Infrastrutture e trasporti
Trenque Lauquen è un importante snodo stradale situata all'intersezione tra la strada nazionale 5, che collega Buenos Aires alla provincia di La Pampa, e la strada nazionale 33, che unisce la città di Rosario al porto di Bahía Blanca.